# Heterocranaus
Genre
Synonymes
- Riveticranaus Roewer, 1919
- Miradorius Roewer, 1923
- Tetracranaus Roewer, 1963

Heterocranaus est un genre d'opilions laniatores de la famille des Cranaidae.

## Distribution
Les espèces de ce genre se rencontrent en Équateur et en Colombie.

## Liste des espèces
Selon World Catalogue of Opiliones (11/08/2021) :
- Heterocranaus chlorogaster (Gervais, 1844)
- Heterocranaus lutescens (Roewer, 1919)
- Heterocranaus margaritipalpis (Simon, 1879)
- Heterocranaus zilchi (Roewer, 1963)

## Publication originale
- Roewer, 1913 : « Die Familie der Gonyleptiden der Opiliones-Laniatores [Part 2]. » Archiv für Naturgeschichte, sér. A, vol. 79, no 5, p. 257–472 (texte intégral).